# Boldixum
Boldixum (nordfriesisch: Bualigsem, dänisch: Boldiksum) ist ein Ortsteil der Stadt Wyk auf Föhr auf der nordfriesischen Nordseeinsel Föhr. 

## Geographie

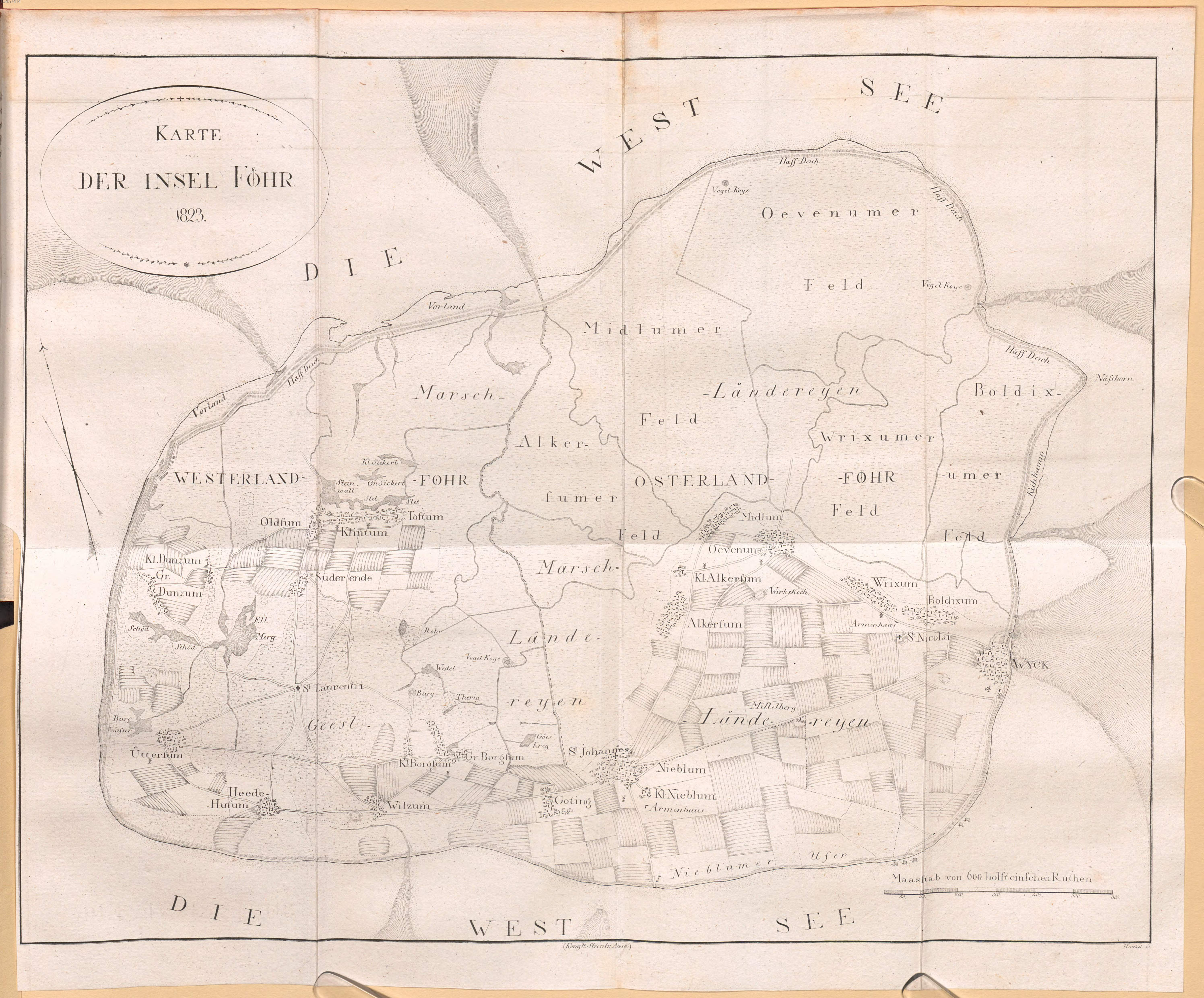
Karte Föhr 1823:
Boldixum ist noch getrennt von Wrixum und Wyk

Boldixum liegt nordwestlich der Kernstadt Wyk und unmittelbar südöstlich von Wrixum am Rand der Marsch. Es ist heute baulich zusammengewachsen mit der Kernstadt von Wyk und noch mehr mit dem Siedlungsgebiet der Nachbargemeinde Wrixum. Auf der Karte von 1823 sind die Siedlungsgebiete noch klar getrennt, wenngleich damals bereits Boldixum wesentlich näher zu Wrixum als zu Wyk lag.

## Geschichte
1426 wurde in der Kirche St. Nicolai die Siebenhardenbeliebung beschlossen.
Im Jahre 1463 wurde der Ort erstmals als Boldichsum erwähnt. Der Ursprung von Boldix ist unbekannt – möglicherweise ein Name –, -um steht für „Heim“. Die Nachsilbe -um tragen fast alle Föhrer Dörfer. Zeitweise war Boldixum der Hauptort Föhrs. 1924 wurde die Gemeinde Boldixum aus dem Amt Osterlandföhr herausgelöst und in die Stadt Wyk eingemeindet.
Als eigenständige Gemeinde umfasste Boldixum eine Gebietsfläche von 698 Hektar.
Im amtlichen Wohnplatzverzeichnis der Volkszählung von 1987 wurde Boldixum nicht mehr als eigener Wohnplatz weitergeführt.

## Wirtschaft und Verkehr
Haupterwerbszweige sind Tourismus, Handel und Landwirtschaft. Die Landesstraße 214, die „Rundföhrstraße“, verzweigt sich hier Richtung Westen zu einer Ringstraße.

## Sehenswürdigkeiten
Zu den Gebäuden zählt die evangelische St.-Nicolai-Kirche, die im 13. Jahrhundert errichtet wurde und wie zahlreiche Grabmale auf dem Friedhof unter Denkmalschutz steht. Die Boldixumer Vogelkoje stammt aus dem Jahr 1879 und ist die einzige der fünf Föhrer Vogelkojen, die zur Besichtigung freigegeben ist.

## Persönlichkeiten
- Stine Andresen (1849–1927), Schriftstellerin, geboren in Boldixum
- Walter Lüden (1914–1996), Fotograf, lebte lange in Boldixum und starb dort